# Стриженова, Екатерина Владимировна
Екатери́на Влади́мировна Стриже́нова (в девичестве — То́кмань, род. 20 марта 1968, Москва, РСФСР, СССР) — советская и российская актриса театра и кино, тележурналистка и телеведущая. Ведущая телепрограммы «Доброе утро» (с 1997 года) на «Первом канале».

## Биография
Родилась 20 марта 1968 года в Москве.
Отец — Владимир Илларионович Токмань (1937—1976), журналист, писатель, основатель и главный редактор журнала «Студенческий меридиан» (1974—1976), секретарь Харьковского обкома комсомола по пропаганде, сотрудник ЦК ВЛКСМ, публицист, награждён орденом Дружбы народов. Скончался от рака, когда Кате было восемь лет, а сестре Виктории — двенадцать.
Мать — Валентина Яковлевна Токмань (24 октября 1940 — 7 сентября 2020), еврейка, по образованию филолог. После смерти мужа в возрасте 39 лет осталась одна с двумя детьми. Преподавала русский язык как иностранный, затем работала в Администрации Президента России.
С пятилетнего возраста Екатерина начала сниматься в детских телевизионных программах «АБВГДейка», «Будильник» и «Весёлые нотки», вела детские концерты и спектакли. Тогда же родители отдали её в московский детский ансамбль танца «Калинка».Детство прошло в районе метро Сокол, на севере Москвы.
Дебютом начинающей актрисы в кино стала главная роль девятиклассницы Тани Корниловой в семейной мелодраме «Лидер» режиссёра Бориса Дурова, вышедшей на экраны страны в 1984 году. На съёмках этого фильма в Сочи познакомилась со своим будущим мужем — Александром Стриженовым, который тоже был занят в одной из главных ролей в этой картине.
Окончила режиссёрский факультет Московского государственного института культуры.
Играла в спектаклях «Подземка» и «Гамлет» в Театре Антона Чехова, а также в спектаклях Государственного театра киноактёра. В 1996—1998 годах исполняла роль Мамы в детском телешоу «Улица Сезам». Также неоднократно снималась в телевизионной рекламе.
С января 1997 года является ведущей программы «Доброе утро» на «Первом канале» (до 2002 года называвшимся «ОРТ»). С января 1997 года по декабрь 2005 года вела эту программу в паре со своим супругом, а с января 2006 года — единолично.
В 1997 году снялась в клипах «Будет всё, как ты захочешь» и «Ей одной» певца и композитора Александра Шевченко.
В 2007 году окончила отделение гештальт-терапии Института практической психологии и психоанализа.
С сентября 2008 года по апрель 2009 года приняла участие в проекте «Первого канала» «Ледниковый период-2», где её партнёром в танцах на льду был фигурист Алексей Тихонов. В сентябре на одной из тренировок Екатерина сломала два ребра во время поддержки — так сильно Алексей её держал. Несмотря на сильные боли, она решила рискнуть и продолжить кататься, дойдя до самого финала шоу.
Наряды шьёт преимущественно её сестра, модельер Виктория Андреянова, выпускница Московского государственного текстильного университета имени А. Н. Косыгина.
С декабря 2010 года по декабрь 2011 года была главным редактором журнала «ITALIA — Made in Italy».
С 6 сентября по 11 октября 2013 года вела ток-шоу «За и против» на «Первом канале» вместе с Александром Гордоном.
29 сентября 2013 года была одной из основных ведущих благотворительного телемарафона «Всем миром», посвящённого помощи пострадавшим от наводнения на Дальнем Востоке.
25 ноября 2013 года на «Первом канале» стартовал новый телевизионный проект о взаимоотношениях между мужчиной и женщиной «Они и мы», ведущими которого стали Екатерина Стриженова и Александр Гордон.
С 15 сентября 2014 года по февраль 2022 года вела политическое ток-шоу «Время покажет» на «Первом канале» в паре с Петром Толстым (был соведущим шоу с 15 сентября 2014 года по 7 июля 2016 года), затем — с Артёмом Шейниным, с 2017 года по декабрь 2020 года — с Анатолием Кузичевым, а с января 2021 года — с Русланом Осташко. С октября 2022 года — ведущая программы «Самое время», выходящей в рамках «Информационного канала».
15 января 2023 года, на фоне вторжения России на Украину, была внесена в санкционный список Украины как «ведущая российской медиакомпании, которая в течение многих лет использовалась Кремлём в пропагандистских целях».

## Семья и личная жизнь

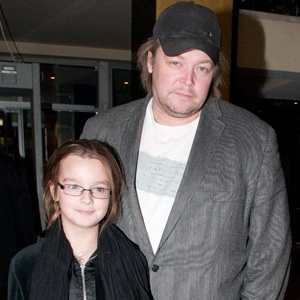
Александр Стриженов c дочкой Александрой в 2010 году

Муж — Александр Стриженов (род. 6 июня 1969), российский актёр, кинорежиссёр, сценарист и продюсер. Катя и Саша познакомились, ещё будучи школьниками, в Сочи на съёмках советского фильма «Лидер» (1984) режиссёра Бориса Дурова, в котором оба были заняты в главных ролях. С тех пор они не расставались. Поженились сразу же после совершеннолетия. 25 октября 2017 года отметили в Шанхае[значимость факта?] 30-летие совместной жизни.
Дочь — Анастасия Грищенко (Стриженова) (род. 13.04.1988). Училась в Великобритании. В августе 2013 года вышла замуж за финансиста Петра Геннадьевича Грищенко (13.06.1987). Вместе с супругом стала жить в Нью-Йорке.
Дочь — Александра Стриженова (род. 19 декабря 2000). Училась в математико-экономическом классе средней школы района Кунцево. Студентка МГУ имени Ломоносова, факультет — высшая школа современных социальных наук. С трёхлетнего возраста занималась художественной гимнастикой у Ирины Винер. Обучалась танцам в балете «Тодес». Снялась в фильмах отца «Любовь-морковь» (2007) и «Юленька» (2009), а также в телесериале «У каждого своя война» (2010).

## Творчество

### Роли в театре
- «Женщины Есенина» — мать Есенина (МХАТ им. Горького)
- «Щелкунчик» — Маша
- «Чествование» — Санни Хейнз (Театр Антона Чехова)
- «Гамлет» — Офелия (Театр Антона Чехова)
- «Подземка» — … (Театр Антона Чехова)
- «Сыновья его любовницы» («Современный театр антрепризы», Москва)
- «Ненормальная. Ненормальная? Ненормальная!!!» (антреприза)
- «Дамочка, или превратности любви» — Ольга (Театральное агентство «Арт-Партнёр XXI»)
- «Леди на день» — Ани, уличная торговка (ЦАТРА)

### Фильмография
- 1984 — Лидер — Таня Корнилова
- 1985 — Страховой агент — жена Вадима
- 1987 — Спасите наши души — учительница
- 1989 — Светик — Оля
- 1990 — Захочу — полюблю — Лидия
- 1991 — Побег на край света — Мария
- 1991 — Снайпер — Люси
- 1992 — Дорога никуда (Украина) — Роэна Футроз
- 1992 — Мушкетёры двадцать лет спустя — Мадлен
- 1992 — Семь сорок — Марго
- 1993 — Ангелы смерти — Ирина, снайпер
- 1993 — Американский дедушка — Инга
- 1993 — Ка-ка-ду — Соня
- 1993 — Купание принцев / Prinzenbad — Лиза
- 1993 — Тайна королевы Анны, или Мушкетёры тридцать лет спустя — Мадлен
- 1994 — Империя пиратов — Зана
- 1997 — Графиня де Монсоро — Жанна де Сен-Люк де Бриссак
- 1998 — Му-му — дворовая девка
- 2003 — 2008 — Кобра. Антитеррор —
- 2003 — Другая жизнь — Екатерина
- 2005 — Свой человек — Марина, жена Сергея Морозова
- 2005 — От 180 и выше — Вера Филиппова
- 2006 — Классные игры — Светлана
- 2007 — Любовь-морковь — Анастасия Александровна Корогодская, жена Корогодского
- 2007 — 2009 — Повороты судьбы — Инна Константиновна Лаврова
- 2008 — Эхо из прошлого — Виктория Сергеевна Рябинина, журналистка
- 2009 — Летом я предпочитаю… свадьбу — Ольга Викторовна
- 2010 — Я не я — Лена, подруга певца Ангела, блондинка
- 2010 — 2011 — Здесь кто-то есть — Елена Погодина, мать Даши, известная телеведущая
- 2011 — Любовь и немного перца — Лариса (главная роль)
- 2011 — Обрыв — Полина Крицкая
- 2011 — У каждого своя война — Нина Аркадьевна
- 2012 — Мамы — камео
- 2012 — Побег (второй сезон) — Жанна, директор аэроклуба «Карат»
- 2012 — Шаповалов — Анна Десятникова
- 2012 — Белый мавр, или Интимные истории о моих соседях — Ольга
- 2013 — Не женское дело — Маргарита Варвина
- 2013 — Убийство на 100 миллионов — Алиса
- 2014 — Куприн — Елена Викторовна Ровинская, баронесса, певица
- 2014 — Дедушка моей мечты — Маша Белкина, детский врач, жена Михаила[5]
- 2014 — Домик в сердце — Элен, мать Артура и Армине

## Признание заслуг

### Общественные награды
- 2010 год — приз VIII Открытого российского фестиваля театра и кино «Амурская осень» в Благовещенске в номинации «Лучшая женская роль в театре» — за исполнение роли в антрепризном спектакле режиссёра Надежды Птушкиной «Ненормальная. Ненормальная? Ненормальная!!!»[28][29][30].
- 2010 год — лауреат премии «Светский журналист года» (Москва) в номинации «За вклад в профессию»[31][32][33].